# Siegfried Kath
Siegfried Karl Willi Kath (* 12. Dezember 1936 in Steglin, Kreis Köslin; † 10. Juni 2008 in Berlin) war ein deutscher Unternehmer und Kunsthändler. Er gründete in der DDR eine Kunsthandelsfirma und arbeitete für den Bereich Kommerzielle Koordinierung im Ministerium für Außenhandel. Damit stieg er zu einem der wenigen selfmade-Millionäre der DDR auf. 1974 wurde er vom Ministerium für Staatssicherheit (MfS) verhaftet und 1975 in die Bundesrepublik Deutschland abgeschoben.

## Leben

### Jugend, Ausbildung und Privates
Siegfried Kath wuchs in Pommern auf. 1944/45 floh seine Mutter mit Siegfried und seinem älteren Bruder nach Niedersachsen. Sie heiratete erneut und hatte vier weitere Kinder. Kath verließ das Elternhaus mit 15 Jahren und absolvierte eine Lehre als Bergmann im Ruhrgebiet. 1957 heiratete er seine erste Frau Renate; 1960 ließ er sich scheiden. Zwischen 1959 und 1961 arbeitete Kath als Vertreter für die Saxonia GmbH & Co KG, einem betrügerischen Automatenvertrieb. Anschließend war er drei Monate in der Gaststätte „Hacienda Mexikana“ in Salzgitter bei Hannover.
Aus Siegfried Kaths erster Ehe ging ein gemeinsamer Sohn Jürgen hervor. Nach seiner Scheidung zeugte er eine uneheliche Tochter, mit der er keinen Kontakt hielt. 1962 entsprang einer Affäre in der DDR ein weiterer Sohn, zu dem er ebenfalls keinen Kontakt hielt. Kath bezahlte für jedes der drei Kinder Unterhalt. Als er nach seiner Rückkehr in die Bundesrepublik 1978 mit einem eigenen Antiquitätenhandel in West-Berlin scheiterte und von Arbeitslosengeld lebte, unterstützte er seinen damals 21-jährigen Sohn Jürgen aus erster Ehe mit Rat und Tat beim Aufbau einer eigenen Kunsthandlung in der Kolonnenstraße in West-Berlin.
Am Abend des 15. Dezembers 1961, vier Monate nach dem Bau der Berliner Mauer, fuhr Kath mit dem Zug über die Grenze in die DDR. Er selbst bestand zeitlebens darauf, dass er nur für einige Zeit seine Großeltern in Tambach-Dietharz, Thüringen, besuchen wollte. Er hatte jedoch weder ein Visum noch einen gültigen Reisepass bei sich. Die DDR-Grenzer holten ihn aus dem Zug, nahmen seine Personalien auf und brachten ihn in ein Aufnahmelager für westdeutsche Migranten in Barby. Nach wenigen Wochen wurde er von dort entlassen, nachdem er einen offiziellen Antrag unter Bezugnahme auf „soziale Probleme“ in der Bundesrepublik gestellt hatte. Nach Kaths eigenen Angaben habe man ihm dazu geraten, damit er schneller entlassen werden könnte. Kath bekam vorläufige DDR-Papiere und ihm wurde eine Arbeit zugewiesen. Erste Anträge auf Ausreise in die Bundesrepublik wurden abgelehnt.

### Weiteres Leben in der DDR 1962–1966
Auch in der Folge wurde Siegfried Kath die Rückreise in die Bundesrepublik verweigert. Nach eigenen Angaben erklärten ihm die DDR-Behörden, sein Verbleib in der DDR würde als Kompensation für in die Bundesrepublik abgewanderte Fachkräfte angesehen. Im Sommer 1962 versuchte Kath, über die Grenze nach Niedersachsen zu fliehen, wurde jedoch von Grenzsoldaten verhaftet und zu einer Bewährungsstrafe verurteilt. In der Folge arbeitete Siegfried Kath als Kellner in zahlreichen Restaurants, Ausflugsdampfern und Gaststätten. Am 3. Juli 1965 heiratete er die Krankenschwester Annelies Schneider aus der Meißner Gegend und eröffnete 1966 mit ihr das „Café Baltimore“ in Dresden. Etwa zur selben Zeit begann Kath mit dem Sammeln von Antiquitäten, was er nach und nach zu einem Geschäft ausbaute.

### Kunsthandel
Nach zahlreichen Schwierigkeiten eröffnete Kath 1969 einen „Gebrauchtwarenhandel“ in Pirna. Bereits nach kurzer Zeit bot der Staatliche Kunsthandel der DDR eine Zusammenarbeit an: Kath beschaffte die Ware und der Staatliche Kunsthandel die Käufer (zumeist aus der Bundesrepublik). 1971 meldete sich Lothar Österreich, angeblicher Honorar-Konsul Dänemarks und westdeutscher Geschäftspartner des Ministeriums für Außenhandel der DDR bei den Kaths und lud sie zu einem Treffen mit dem Ministerium in Ost-Berlin ein. Dort bekam Kath ein neues Angebot: In Zukunft sollten seine Waren für den Export in den Westen an das Ministerium gehen. Dafür bekam Kath einen Vorschuss des Ministeriums für den Ankauf der Antiquitäten. In der Folge systematisierte Kath den Einkauf der Waren in der ganzen DDR, unterhielt bis zu 50 Einkäufer und Warenlager in allen Bezirken der DDR. Allein im Jahr 1972 soll er rund 3 Millionen Mark umgesetzt haben, sein Jahresnettogewinn ohne das Ladengeschäft und Kleingeschäfte belief sich damals auf 200 000 Mark. Dabei war er direkt befreundet mit Manfred Seidel, Direktor im Ministerium für Außenhandel, Stellvertreter Alexander Schalck-Golodkowskis im Bereich Kommerzielle Koordinierung und „Offizier im besonderen Einsatz“ des Ministeriums für Staatssicherheit.

### Kaths Villa im Trebnitzgrund
1972 gelang es Kath, in der Nähe der Ortschaft Döbra bei Liebstadt die abseits in einem Tal liegende bereits 1590 erstmals erwähnte Obere Mühle (auch Hinkelmühle oder Obere Trebnitzmühle genannt) mit einem 4 Hektar großen Grundstück zu erwerben. Dank seiner weitreichenden Beziehungen ließ er die Gebäude aus dem 18. Jahrhundert in rund eineinhalb Jahren bis zum Einzug kurz vor Weihnachten 1973 für 500 000 Mark zu einem luxuriösen Wohnsitz ausbauen: Allein die extra gelegte Starkstromleitung mit einer Trafostation kostete 50 000 Mark. Die Räume waren jeweils nach einzelnen historischen Epochen stilecht möbliert und ausgestaltet. Das Anwesen umfasste auch Garagen für die Fahrzeuge der Kaths: einen Audi 100 LS (mit Chauffeur) für sich und einen roten Fiat 130 Sport für seine Frau.

### Das MfS und Siegfried Kath
Bereits seit 1963 erreichten die Bezirksverwaltung Dresden und Kreisdienststelle Pirna des Ministeriums für Staatssicherheit immer wieder IM-Meldungen und Denunziationen über Kath. Mit seinem rasanten Aufstieg nahmen die Gerüchte und Ermittlungen des MfS zu. Besonders Kaths neues Wohnobjekt, die Obere Mühle geriet dabei ins Blickfeld. Kath wurde des Schmuggels, der Arbeit für westliche Geheimdienste und des Betrugs verdächtigt. Das MfS hatte dabei keine Beweise, sondern praktizierte ein besonders gegen westdeutsche Zuwanderer gehegtes Misstrauen und Kriminalisierung. Das MfS in Dresden und Pirna plante bereits seit 1972/73 Kaths Verhaftung. Manfred Seidel intervenierte jedoch zu Kaths Gunsten. Im November 1973 gab er seinen Widerstand auf. Am Morgen des 18. April 1974 wurde Siegfried Kath vom MfS verhaftet.

#### Haft
Siegfried Kath saß fast 14 Monate in Haft, zunächst in Dresden, dann in Karl-Marx-Stadt. Nach den ersten Verhören wurde das einzige ihm zur Last gelegte Vergehen (Betrug am sozialistischen Eigentum in Höhe von 18.000 Mark der DDR) schnell entkräftet. In den weiteren Verhören wurde ihm dann abermals Betrug bei der Abrechnung gegenüber dem Ministerium für Außenhandel vorgeworfen. Zusammen mit Kath war einer seiner Einkäufer verhaftet worden, der gegen Kath zum Zeugen aufgebaut wurde. In der Haft riet die Staatsanwaltschaft Kath, seinen bisherigen Anwalt durch Wolfgang Vogel zu ersetzen, der für die DDR vor allem Häftlingsfreikäufe verhandelte.

### Abschiebung
Nachdem Kath auf Drängen der DDR Wolfgang Vogel als Anwalt beauftragt hatte, wurde seine Ausreise in die Bundesrepublik verhandelt. Letztendlich ließ die DDR die Kaths ohne Urteil ziehen, im Austausch gegen die Überschreibungen ihres gesamten Vermögens, der beiden Firmen samt Warenbestand, der Kunstsammlung sowie ihres Grundstücks. Insgesamt betrug der Gegenwert mehrere Millionen Mark der DDR: Der Wert der 1700 Objekte seiner Sammlung, die nach seiner Verhaftung registriert und geschätzt wurden, belief sich auf 4 Millionen DDR-Mark. Vogel bot Kath zunächst dem West-Berliner Anwalt Jürgen Stange im Zuge der Häftlingsfreikäufe durch die Bundesrepublik an. Die Bundesrepublik lehnte es ab, Kath freizukaufen. Daraufhin wurde Kath von Vogel und Stange am 10. Juni 1975 ins Notaufnahmelager Gießen gebracht. Seine Frau durfte die DDR sechs Monate später verlassen.
Kaths beschlagnahmte Villa im Trebnitzgrund wurde zum Schulungsheim der SED Bezirksleitung und seit 2003 von einem Käufer zu Ferienwohnungen umgebaut. Aus Kaths Zeiten existiert heute noch das barocke Sandsteinportal und eine auf einem Baumstamm aufgebaute schmiedeeiserne Treppe im Mühlenhaus.

### Leben in der Bundesrepublik
Im Herbst 1975 traf sich Kath mit Manfred Seidel in Ost-Berlin und erhielt eine größere Summe Bargeld sowie die Aussicht auf eine neue Arbeit in der Bundesrepublik. Kurze Zeit später ließ das Ministerium für Außenhandel über einen Mittelsmann eine Antikhandels-Firma in München gründen. Auf diesem Weg wurden Kunst und Antiquitäten aus der DDR in der Bundesrepublik verkauft. Sie gehörte in das weitere Geflecht der Kunst- und Antiquitäten GmbH von Horst Schuster und Joachim Farken. Hier erhielt Kath eine Anstellung, schied jedoch nach wenigen Monaten aus der Firma aus. Daraufhin zog er wieder nach West-Berlin und eröffnete mehrere Antiquitätenläden. 1978 verkaufte Kath seine Geschichte dem Spiegel, der im Dezember 1978 eine zweiteilige Artikelserie daraus machte. 1979 zogen die Kaths in die Nähe von Wiesbaden und führten weitere Antiquitätenläden.

### Tod
1981 hatte Kath einen schweren Autounfall, als ihm ein Wildschwein vors Auto lief, und war fortan körperlich und geistig schwer eingeschränkt. 2004 hatte er zudem einen Brandunfall. Seine letzten Jahre verbrachte er als Pflegefall in Berlin, wo er am 10. Juni 2008 im Alter von 71 Jahren starb.